# フリーライフ 異世界何でも屋奮闘記
『フリーライフ 異世界何でも屋奮闘記』（フリーライフ いせかいなんでもやふんとうき）は、気がつけば毛玉による日本のライトノベル作品。2012年に小説家になろうで連載開始、2013年に林檎プロモーションから発行され、2017年には大幅加筆した改訂版がKADOKAWAから発行された。2017年には改訂版を基にした販促漫画が坂野杏梨に描かれた。
メディアミックスとして、月刊少年エース2018年1月号から2020年10月号まで、森あいりによるコミカライズ作品が連載された。

## あらすじ
普通の高校生、佐山貴大は、あるきっかけにより異世界に転移してしまう。そこは彼が直前までプレイしていたVRゲーム、《Another World Online》そっくりの世界。事情を説明してくれる神はおらず、召喚の儀式を行っている魔法使いなどもいない。文字通り荒野のただ中に放り出された貴大は、訳の分からぬまま、それでも元の世界に戻るために歩き出した。
それから三年後、何がどうしてそうなったのか、貴大は異世界の街に定住してしまっていた。元の世界に戻るという気力も失せて、のんべんだらりとその日暮らしを送っている。何でも屋《フリーライフ》という店を開いてはいるものの、彼には真面目に働くという気さえなかった。しかし、同居人にして《フリーライフ》の従業員、メイドのユミエルは貴大の自堕落を許さない。実力行使も辞さない彼女は、今日も今日とて貴大を仕事に駆り立てる。そんなメイドに尻を叩かれ、あるいはやむなく自分で引き受けて、貴大は今日も街でせっせと働く。そしてその日々の中で、彼は多くの事件、ドタバタな日常に巻き込まれていくこととなる。

## 登場人物

### 主要キャラクター
佐山 貴大（さやま たかひろ）
本作の主人公。20歳の男性。何でも屋の主にして、竜をも屠る暗殺者。
昔はただの高校生だったのだが、3年前に《アース》へと転移し、冒険者となって全国を巡り、今はイースィンド王国の首都で何でも屋を営んでいる。昔は「元の世界に戻る」という目標があったが、今はすっかりやる気を失っていて、何でも屋の仕事もサボろうとばかり考えている。しかしメイドのユミエルがそれを許さず、本人もそれを重々承知しているため、何だかんだで仕事は長く続いている模様。
やや厭世的なところがあり、「頑張ったところで報われるとは限らない」という持論を持っている。仕事を引き受ける基準も「いかに楽ができるか」が重視されていて、仕事に対する熱意はほとんど持ってはいない。一方でお人好しなところがあり、困っている人を見かけると無償で助けることもある。そうすることで人との縁ができ、それが新しい仕事を運んでくることになるのだが、直そうと思っても直せるものではない。
何でも屋の主、リタイアした元冒険者、学園の講師、食堂の鍋振りなど、様々な仕事、肩書を持つが、真の姿はレベル250の暗殺者。これは《Another World Online》で身につけ、なぜか《アース》でも通用するレベルとジョブ。一国さえ単身で滅ぼせる力を持ってはいるのだが、本人には野望も出世欲もなく、力を大っぴらに使うつもりもないため、彼が実力者であることを知る者は少ない。
レベルは250（カンスト）。ジョブは《無影の暗殺者》（なろう版）、《パニッシャー》（スニーカー版）。いずれも暗殺特化の斥候職。
ユミエル
声 - 古賀葵（オトギフロンティア）、田中あいみ
本作のメインヒロイン。14歳の少女にして、貴大に仕える妖精種のメイド。
水色の髪をした可憐な少女で、整った顔、滑らかな肌、涼やかな声に至るまで非の打ち所がない。しかし、どんな時でも無表情なのが玉に瑕で、その顔にはまったくと言っていいほど喜怒哀楽が浮かばない。そのうえ主人である貴大を粗雑に扱い、仕事に駆り立てる姿もしばしば見られる。ただ、これは彼女なりの優しさであり、怠け癖のある貴大を、心を鬼にして鞭打っているだけに過ぎない。休日や勤務時間外は甲斐甲斐しく貴大に尽くし、貴大はよく感心している。
今でこそ何でも屋の従業員、そしてメイドとして働いているが、1年前までは愛玩奴隷として娼館で育てられていた。とある貴族に「出荷」されることが決まっていて、自分の人生に諦観を抱いていたが、貴大に身請けされてしまった。そして紆余曲折を経て、何でも屋の従業員となったのだが、そのことに恩義を感じてメイドとしても彼に尽くしている。しかし、貴大は自堕落な性格なため、優しくするだけではますます堕落するばかり。そのため、あくまで「良かれと思って」貴大に過剰なまでに厳しく接することもある。
レベルは100。ジョブは《バトルメイド》。飴も鞭も使いこなす、戦うメイドさん。
KADOKAWAが2018年4月から5月にかけて実施した投票企画「KADOKAWAライトノベル ヒロイン総選挙」では3位を獲得している。
カオル＝ロックヤード
本作のヒロイン。16歳の少女にして、大衆食堂《まんぷく亭》の看板娘。
肩にかかる程度の黒髪に、一房だけ赤い髪が混ざっている。特徴と言えばそれだけで、他は至って普通の女の子。常識人だがそれだけに苦労が多く、豪快な父、奔放な母には身内ながら手を焼かされている。
半年前に両親と共に上京し、王都で大衆食堂を開いた。貴大とはそれからの付き合いで、頻繁に仕事を頼んだり、休みの日には手料理をご馳走したりしている。貴大に淡い恋心を抱いているが、それをあからさまに示すようなことはせず、他のヒロインに比べたら主張は控えめ。しかし、その普通さが、かえって貴大には良く思われている。
レベルは62。ジョブは《ウェイトレス》。普通。
クルミア＝ブライト
本作のヒロイン。ブライト孤児院で暮らす9歳の女の子。
幼いと言っていい年齢なのだが、犬獣人であるために成長が早く、体つきは成人女性と変わらない。しかも大型犬種に似た犬獣人であるため、身長だけなら貴大よりも高い。胸も大きくはち切れそうなのだが、精神年齢は実年齢相応で、おまけに舌っ足らずで、まだ言葉が上手に話せない。「わんわんっ」と犬のように鳴いては、貴大や他の孤児たちに抱きついている。
ゴールデンレトリバーのような耳、尻尾、毛をしており、性格もそれに似て人懐っこい。とある事件で助けられてからはますます明るく、元気になって、院長先生や貴大を振り回している。
レベルは28。ジョブは《ノービス》。
ゴルディ
いつもクルミアと一緒にいるゴールデンレトリバーのような犬。貴大のところに迷い込んだ際に懐いてしまい、クルミアからは「保護してもらった」ということで二人を引き合わせる形になった。
フランソワ・ド・フェルデナン
本作のヒロイン。名門校に通う令嬢。年齢15歳。
大公爵家の跡取りであり、それに恥じないだけの実力を備えている才女。通っている学園ではエリートクラスに在籍しており、それどころか実力で主席の座に君臨している。地位も名誉も称賛も全て手の中にあるが、それに奢らず、ひたすらに研鑽を続けている。なまじ優秀なだけに、予想外の出来事に弱いという欠点を持つ。おまけに物事を深読みし過ぎて勘違いしてしまう傾向もあり、常識外れの力を持つ貴大が相手だと、それらの短所が頻繁に顔を出してしまう。
貴大と出会い、彼の力を認めてからは、自身を「愛弟子」と称して、彼と何かと接点を持とうとする。それは自身の成長や国益を考えてのことだが、次第にそれだけではない感情が混ざり始めることとなる。それだけに貴大を「ネズミ」と呼ぶアルティとは険悪な仲で、顔を突き合わせばすぐ喧嘩したり張り合うようになってしまった。実力的にはほとんど互角の様子。
レベルは94。ジョブは《フレイムソーサラー》。魔法使いのくせに剣や盾まで使いこなす。
アルティ・ブレイブ＝スカーレット＝カスティーリャ
本作のヒロイン。冒険者ギルドのギルドマスターの娘。年齢15歳。
一人称がオレのオレっ娘で非常に気が強く、プライドの高い性格。名前は究極（アルティメット）から取ったというキラキラネーム。
やる気を見せず戦場でもこそこそ立ち回る貴大を「ネズミ」と蔑んでいたが、魔物の襲撃から助けられたことで、以後はストーキングするようになる。「あいつは本当は強いんじゃないか？」という疑念が拭えない様子だが、それを素直に聞くのはプライドや羞恥心が邪魔するようで、いつもこそこそ彼のことを監視している。
出会った当初は貴大ともっと仲が良かったそうだが、ある事件を境に嫌いになってしまったという（当の貴大はよく覚えていない）。
貴大を「ネズミ」と呼んでいることからフランソワの怒りを買い、いつも口喧嘩ばかりしている。
レベルは97→103。ジョブは《ライトファイター》→《ライトストライカー》。
エルゥ・ミル・ウルル
27歳のエルフ（変異種）の女性。
図書館の魔女とも言われているマッドサイエンティストで、普段は図書館の地下に引きこもって研究に没頭している。そのため不摂生な暮らしをしており、その不気味さ故に「七不思議」の一つとして町娘の間評判になっているほど。しかし、きちんとした身なりになれば痩身でクールな美女である。ではあるのだが、やはり怨霊めいた姿でいることの方が多い。
貴大が持つ「あらゆる事柄が綴られた書物」である「アートウィキ」を欲しており、それをどうにか閲覧しようとしている。そのためなら泣いたり喚いたり正気を失ったりとやりたい放題なので、貴大は一部分だけ閲覧を許し、何とか事態の収拾を図ろうとしている。しかし、そのせいでますます中毒者のようになるエルゥを、貴大は持て余し気味である。
貴大からはろくな評価を受けていないが、大陸屈指の天才であり、図書館の地下施設は彼女のためだけに用意されたもの。彼女が「学園の講師になる」と言えば学園長が飛んできて接待をするほどで、その高名は貴大が思う以上に響き渡っている。
レベルは120。ジョブは《ハイ・アルケミスト》。
ルートゥー
混沌龍（カオス・ドラゴン）。1012歳。
3年前に貴大たちと戦った際に、貴大によって物理的に心臓を貫かれたことで貴大に惚れてしまう。そのため体が癒えるのを待って貴大の住む首都に来襲した。
「カオス」の名が示すように、自らの姿や性別などを自由自在に変化させることができるが、最終的にゴスロリファッションの少女の形に落ち着き、以後は貴大の家に住み着いている。
メリッサ・コルテーゼ
教会所属の聖女。15歳。
実は教会によって実験的に体内にダンジョンコアを埋め込まれた「人工聖女」で、ダンジョンコアが自然に魔素を集めるため、結果的にレベル250（カンスト）と、貴大と同レベルに達している。またダンジョンコアの影響で、教会の上層部からの命令に逆らうことができず、いわゆる汚れ仕事ばかりをやらされていた。とあるきっかけで貴大がレベル250であることを知り、自らと同じ境遇に置かれていると勘違いして貴大に洗脳魔法をかけようとした。
最終的に学園長の手により体内に埋め込まれたダンジョンコアを取り除かれ自由の身となったが、レベルはそのままであり、以後も引き続き教会の聖女として各地の村を往診に回っている。ただ過去の経緯から、教会の表に出せない情報を知る立場であり、以後も教会から不定期に刺客を送られている。そのせいで（周囲に迷惑をかけないため）野宿生活を強いられる立場に。

### その他の人物
アカツキ＝ロックヤード
大衆食堂《まんぷく亭》の店主兼料理人。カオルの父親。
いつも「ガハハハハハ」と笑っている陽気な男性。父親（カオルの祖父）はジパング出身であるためアカツキはハーフに当たる。
ケイト＝ロックヤード
カオルの母親。いつも「あはははは」と笑っている陽気な女性。娘の気持ちに気づいていて、貴大とカオルをくっつけようとちょっかいをかけている。
ルードス＝ブライト
下級区でブライト孤児院を経営する三十路前後のシスター。敬虔で生真面目。しかし非があれば素直に認める性格。
彼女を妾（めかけ）にしようと企んだ貴族の謀略により、管理員から陰湿な嫌がらせを受けていた。しかしクルミアの依頼を受けた貴大によってミケロッティは改心し、事態は収束した。
エリック・フレサンジュ
グランフェリア王立学園の教師。二十歳。一年S組（エリートが集まるS組）の担任。気の弱い青年だが魔物学、魔物学に精通した学者という一面を持っており、フランソワからも一目置かれている。
迷宮実習担当のグレゴール教官がケガで出られなくなってしまったため、代わりの人材を探している時に貴大と出会い、彼を臨時講師として勧誘した。
キリング・ブレイブ＝スカーレット＝カスティーリャ
冒険者ギルドのギルドマスター。アルティの父親。レベルは147。これは王国最高の数値であり、匹敵するのは国王か宮廷魔術師の長くらいだという。
自身も現役の冒険者であり、魔物を皆殺しにするような戦い方から、《皆殺しのキリング》の二つ名で呼ばれている。
娘と同様に貴大を「ネズミ」と呼んで忌み嫌っているが、完全に突き放すことはできず仕事を与えることもある。

## 用語一覧
《アース》
物語の舞台となる異世界。いわゆる剣と魔法の世界だが、なぜか《Another World Online》というゲームと酷似している。

## 既刊一覧

### 小説
気がつけば毛玉（著）/ 森繁（イラスト）、林檎プロモーション〈フリーダムノベル〉、全3巻
| 巻数 | 発売日        | ISBN              |
| ---- | ------------- | ----------------- |
| 1    | 2013年2月26日 | 978-4-906878-07-9 |
| 2    | 2013年9月5日  | 978-4-906878-20-8 |
| 3    | 2014年6月5日  | 978-4-906878-30-7 |

気がつけば毛玉（著）/ かにビーム（イラスト）、KADOKAWA〈角川スニーカー文庫〉、全9巻
| 巻数 | 発売日        | ISBN              |
| ---- | ------------- | ----------------- |
| 1    | 2017年7月1日  | 978-4-04-105821-3 |
| 2    | 2017年10月1日 | 978-4-04-105822-0 |
| 3    | 2018年2月1日  | 978-4-04-106361-3 |
| 4    | 2018年7月1日  | 978-4-04-106362-0 |
| 5    | 2018年11月1日 | 978-4-04-107562-3 |
| 6    | 2019年3月1日  | 978-4-04-107563-0 |
| 7    | 2019年7月1日  | 978-4-04-108377-2 |
| 8    | 2019年11月1日 | 978-4-04-108378-9 |
| 9    | 2020年10月1日 | 978-4-04-108967-5 |

### 漫画
森あいり（漫画）/ 気がつけば毛玉（原作）/ かにビーム（キャラクター原案）、KADOKAWA〈角川コミックス・エース〉、全5巻
| 巻数 | 発売日         | ISBN              |
| ---- | -------------- | ----------------- |
| 1    | 2018年4月26日  | 978-4-04-106846-5 |
| 2    | 2018年12月25日 | 978-4-04-107479-4 |
| 3    | 2019年6月25日  | 978-4-04-108352-9 |
| 4    | 2020年2月25日  | 978-4-04-109049-7 |
| 5    | 2020年9月26日  | 978-4-04-109933-9 |

## コラボ
オトギフロンティア
DMM GAMESで配信されているブラウザゲーム。2018年11月より、本作のキャラクターが登場するコラボイベントが開催された。